# Pere Cucurella i Ubach
Pere Cucurella i Ubach (Els Hostalets de Pierola, Anoia, 1829-1897) va ésser un hisendat i delegat de la Unió Catalanista a les Assemblees de Manresa (1892), Reus (1893) i Balaguer (1894). Era l'hereu d'una masia situada al centre del poble dels Hostalets de Pierola, coneguda com a Can Cucurella o Cal Figueres'. Pere Cucurella era l'exponent d'una nissaga catalana hisendada des del segle xiv com a mínim.